# Église Saint-Saturnin de Valuéjols
Pour les articles homonymes, voir église Saint-Saturnin.
L'église Saint-Saturnin est une église située en France sur la commune de Valuéjols (Cantal), en région Auvergne-Rhône-Alpes.

## Historique
L’église comprend des éléments allant du XIIe au XVIe siècle. À la fin du XIVe siècle, après l’occupation anglaise, elle fut voûtée. Deux chapelles formant transept et le portail furent ajoutés au XVe siècle, ainsi que le clocher-mur et la tourelle d’escalier.

### Protection
L'église est inscrite au titre des monuments historiques par arrêté du 25 juin 1928.

## Description
L’abside du XIIe siècle, à cinq pans, est percée d’un grand oculus en forme de rose. Les murs de la nef datent également du XIIe siècle. La nef et le chœur sont voûtés sur colonnettes décorées de feuillages et de personnages stylisés.